# Eslovaquia en los Juegos Paralímpicos de Sídney 2000
Eslovaquia estuvo representada en los Juegos Paralímpicos de Sídney 2000 por un total de 46 deportistas, 35 hombres y 11 mujeres.

## Medallistas
El equipo paralímpico eslovaco obtuvo las siguientes medallas:
| Nombre | Deporte           | Evento                                   |
| --- | ----------------- | ---------------------------------------- |
| Oro |                   |                                          |
| Radovan Kaufman | Ciclismo en pista | 1 km contrarreloj LC3 mixto              |
| Pavol Kolačkovský | Natación          | 200 m libre S14 masculino                |
| Alena Kánová | Tenis de mesa     | Individual 3 femenino                    |
| Plata |                   |                                          |
| Anton Sluka | Atletismo         | Maratón T13 masculino                    |
| Margita Prokeinová | Natación          | 50 m mariposa S7 femenino                |
| Margita Prokeinová | Natación          | 200 m estilos SM7 femenino               |
| Viera Kašparová | Tenis de mesa     | Individual 11 femenino                   |
| Richard Csejtey Ladislav Gáspár | Tenis de mesa     | Equipo 9 masculino                       |
| Bronce |                   |                                          |
| Norbert Holík | Atletismo         | Pentatlón P13 masculino                  |
| Ján Szojka | Ciclismo en pista | Velocidad tándem clase abierta masculino |
| Pavol Kolačkovský | Natación          | 100 m libre S14 masculino                |
| Imrich Lyócsa | Tiro con arco     | Individual de pie masculino              |
| Juraj Košírel Richard Kováč Jaroslav Makovnik Andrej Marcin Peter Meszároš Josef Mihalco Peter Moravcik Peter Nádaský Ľubomír Novosad Pavol Pavlačič Pavol Sedlák Marek Tomšík | Voleibol de pie   | Torneo masculino                         |